# 保天
保天（ほてん）は、中国後大理国の段正厳の時代に使用された元号。1129年 - 年代不詳 。